# Konrad Johann Martin Langenbeck

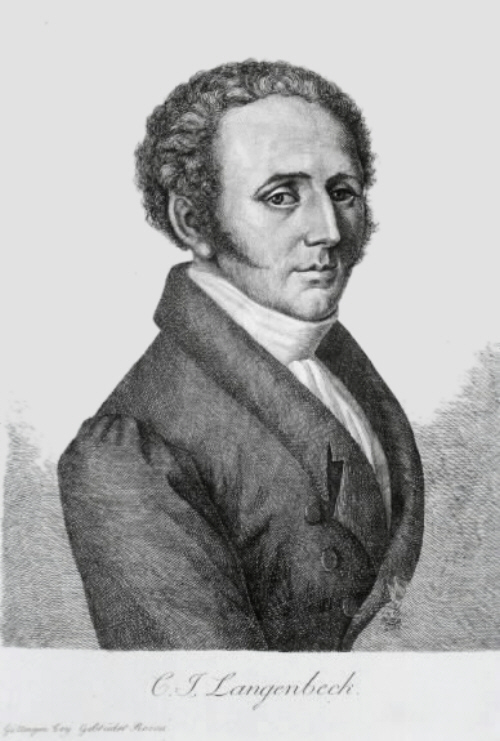
Konrad Johann Martin Langenbeck

Konrad Johann Martin Langenbeck (auch Conrad Johann Martin Langenbeck; * 5. Dezember 1776 in Horneburg; † 24. Januar 1851 in Göttingen) war ein deutscher Anatom, Chirurg und Augenarzt, Herausgeber und Autor entsprechender Fachbücher. Er war Professor der Chirurgie in Göttingen.

## Leben
Konrad Langenbeck (in einigen Quellen auch Conrad) war der Sohn eines Horneburgers Pastors und ein Onkel des Chirurgen Bernhard von Langenbeck. Konrad Langenbeck studierte von 1794 bis 1798 Medizin bei Ferdinand Loder an der Friedrich-Schiller-Universität Jena und wurde zum Dr. med. promoviert. Während seines Studiums wurde er Mitglied im Unitistenorden, deren Senior er 1796 war. Nach erfolgreichen Augenoperationen, die Langenbeck in seiner Arztpraxis in Horneburg durchführte, erhielt er vom Königshaus Hannover ein Stipendium für weitere Studien, zunächst an der Universität Wien und sodann 1799 an der Julius-Maximilians-Universität Würzburg bei Carl Caspar von Siebold, mit dessen Sohn Barthel von Siebold er studiert hatte und befreundet  war. 1802 habilitierte sich Langenbeck bei August Gottlieb Richter an der Georg-August-Universität Göttingen mit der in Würzburg begonnenen und dort auch 1802 gedruckten Schrift Über eine einfache und sichere Methode des Steinschnitts. Im selben Jahr wurde er Privatdozent und als Wundarzt im Göttinger Akademischen Hospital tätig, das Karl Gustav Himly leitete. Wegen Problemen in der Zusammenarbeit mit Himly ließ sich Langenbeck ein eigenes Auditorium errichten, in dem er seit 1803 anatomische Vorlesungen hielt. 1804 erfolgte seine Ernennung zum außerordentlichen Professor. 1807 gründete Langenbeck ein eigenes Institut für Chirurgie und Augenheilkunde, und 1814 wurde er zum ordentlichen Professor an die Universität Göttingen berufen und zum Generalchirurg der Hannoverschen Armee ernannt. 1823 wurde er zum ordentlichen Mitglied der Göttinger Akademie der Wissenschaften gewählt. Von 1828 bis 1829 war er der Bauherr eines eigenen Theatrum Anatomicum. Seine Lehrtätigkeiten in Göttingen umfassten von 1802 bis 1851 fast ein halbes Jahrhundert. Zu seinen Schülern gehörten Bernhard von Langenbeck, Peter Jakob Felber und Louis Stromeyer.
Langenbeck gab von 1806 bis 1813 in Göttingen die Bibliothek für Chirurgie und Ophthalmologie (4 Bände) und von 1815 bis 1828 deren Neue Folge (4 Bände) heraus.

## Auszeichnungen
- Ritter des Guelphen-Ordens[4]

## Schriften (Auswahl)
- Über eine einfache und sichere Methode des Steinschnittes, mit einer Vorrede von Dr. J. B. Siebold. Stahel, Würzburg 1802 (Digitalisat)
- Tractatus anatomico-chirurgicus de nervis cerebri in dolore faciei. Dieterich, Göttingen 1805 (Digitalisat)
- Anatomisches Handbuch. Dieterich, Göttingen 1806 (Digitalisat)
- Beschreibung zweier, vom Herausgeber verrichteten, Extirpationen krebshafter, nicht vorgefallener Gebärmütter. In: C. J. Langenbeck (Herausgeber). Bibliothek für die Chirurgie. Deuerlich, Göttingen 1813, S. 698–728 (Digitalisat)
- Commentarius de structura peritonaei, testiculorum tunicis, eorumque ex abdomine in scrotum descensu ad illustrandam herniarum indolem. Dieterich, Göttingen 1817 (Digitalisat)
- Abhandlung von den Leisten- und Schenkelbrüchen: enthaltend die anatomische Beschreibung und die Behandlung derselben. Dieterich, Göttingen 1821 (Digitalisat)
- Nosologie und Therapie der chirurgischen Krankheiten in Verbindung mit der Beschreibung der chirurgischen Operationen. Dieterich, Göttingen 1823 Band I 1822. Entzündung im Allgemeinen und Entzündung der verschiedenen Systeme (Digitalisat), Band II 1823. Ausgänge der Entzündung in Eiterung, Geschwür und Brand (Digitalisat), Band III 1825. Hydrophobie (Digitalisat), Band IV 1830. Wunden (Digitalisat), Band V, 1, Abteilung 1834. Von den Geschwülsten (Digitalisat), Band V, 2. Abteilung 1840. Von den Geschwülsten (Digitalisat), Band V, 3. Abteilung 1845. Von den Geschwülsten (Digitalisat), Band V, 4. Abteilung 1850. Von den Geschwülsten (Digitalisat)
- Novum theatrum anatomicum quod Gottingae est. Dieterich, Göttingen 1829 (Digitalisat)
- Handbuch der Anatomie mit Hinweisung auf die Icones anatomicae. Dieterich, Göttingen 1831–1836. Nervenlehre 1831 (Digitalisat). Gefäßlehre 1836 (Digitalisat), Knochen-, Bänder- und Knorpellehre 1842 (Digitalisat), Lehre der Bewegungsorgane 1847 (Digitalisat)
- Mikroskopisch-anatomische Abbildungen von C. J. M. Langenbeck zur Erläuterung seines anatomischen Handbuches. Dieterich, Göttingen 1. Lieferung 1846 (Digitalisat), 2. Lieferung 1849 (Digitalisat), 3. Lieferung 1850 (Digitalisat), 4. Lieferung 1850 (Digitalisat)

## Herausgeber
- Bibliothek für die Chirurgie. Dieterich, Göttingen Band I 1807 (Digitalisat), Band II 1809 (Digitalisat), Band III 1811 (Digitalisat), Band IV 1813 (Digitalisat)